# Krafthand Medien
Krafthand Medien ist ein mittelständischer Wissens- und Informationsdienstleister mit Print-, Online- und Digitalmarken für die Kfz-/Nfz-Servicebranche, Automobilwirtschaft und das Baugewerbe. Gegründet wurde das Unternehmen 1927 als „Krafthand-Verlag“ in Berlin.

## Geschichte
1927 gründete der Wirtschaftsjournalist Walter Schulz in Berlin die Zeitschrift „Die Reparatur-Werkstatt“, ein Fachorgan der Reparaturwerkstätten und Tankstellen. Schon bald wurde der Titel in „Kraftfahrzeug-Handwerk“ umbenannt. Abgekürzt entstand daraus das Fachmagazin Krafthand. Seit 1948 ist Bad Wörishofen der Sitz des Verlages. 1949 erschien die erste Nachkriegs-Krafthand. In der Folgezeit wurde das Verlagsprogramm von Formularen und Fachbüchern kontinuierlich ausgebaut. Neben der Krafthand wurden weitere Fachzeitschriften, so unter anderem das Ausbildungsblatt Kraftfahrzeug-Kurier, mehrere Kundenzeitschriften, die Baumaschinen-Spezialzeitschrift „bd baumaschinendienst“, das Magazin „AutomobilWirtschaft“ und zuletzt das Fachmagazin für Nutzfahrzeuge „Krafthand-Truck“ gegründet. Im Oktober 2013 wurde das Unternehmen in die 'Krafthand Medien GmbH' umfirmiert.
Walter Schulz Stiftung: Verlegerin Erna Schulz gründete 1980 die Walter Schulz Stiftung, die Projekte im umfassenden medizinischen Fachbereich der Krebsforschung mit Schwerpunkt auf dem Gebiet der Tumorerkrankungen fördert.

## Portfolio
Neben diversen Fachmagazinen print und digital, erscheinen im Fachbuchverlag von Krafthand Medien diverse Buchtitel speziell zu Kfz-technischem Fachwissen.
- Krafthand – Technikmagazin für das Kraftfahrzeug-Handwerk
- Krafthand-Truck – Fachmagazin für die Nutzfahrzeug-Werkstatt und das Fuhrpark-Management.
- bd baumaschinendienst – Fachmagazin für Bauunternehmer